# Antonio Sancho di Benevento
Antonio Sancho di Benevento (Benevento, ... – Alfauir, XVI secolo) è stato un monaco cristiano e orafo italiano rinascimentale.
Sancho era originario del Regno di Napoli, e fu monaco del monastero di San Girolamo di Cotalba, nei pressi di Gandia nel Regno di Valencia, in Spagna.

## Biografia
Sebbene le precise origini di Antonio Sancho di Benevento siano sconosciute, sappiamo dalla Historia general de nuestro Real Monasterio de San Jerónimo de Gandía (Storia generale del nostro Reale Monastero di San Girolamo di Gandia) scritta da padre Francisco del Castillo nel 1757, che era originario di Benevento, in Italia.
Il 15 agosto 1544 entrò come monaco nel monastero di San Girolamo di Cotalba professando i suoi voti di povertà, castità e obbedienza, contemporaneamente legando al monastero i suoi beni, che si riassumono nella sua cassa di utensili, insieme alla disposizione che, alla sua morte, il monastero celebrasse messe per la sua anima per lo stesso valore degli utensili della sua cassa d'argenteria. Il 13 ottobre del 1544 fece testamento dei suoi beni davanti al notaio Diego López.
La sua opera più rilevante fu l'ostensorio del monastero di San Girolamo di Cotalba finito nell'anno 1548, considerato uno dei migliori di Spagna dagli esperti. La realizzazione richiese sette anni e l'ostensiorio raggiunse un metro di altezza. La sua qualità e la sua tecnica risultò comparabile a quella degli ostensori della Cattedrale di Toledo o della Cattedrale di Santiago di Compostela, e fu uno dei migliori esempi di oreficeria del Rinascimento spagnolo.
L'ostensorio era firmato con una legenda in latino: Antonius Sancho beneventanus hujus Monasterii sancti Hieronymi gandiensis monachus ibidem mi inchoavit et perfecit anno 1548. (Antonio Sancho di Benevento, monaco di questo Monastero gandiense di San Girolamo, m'iniziò e mi concluse nell'anno 1548).
Dopo la desamortización spagnola, la custodia passò alla Collegiata di Santa Maria di Gandia. Fu esposta nell'Esposizione Universale di Barcellona nel 1929, scomparendo durante la guerra civile spagnola.
Frate Antonio Sancho di Benevento realizzò altre opere come reliquari, oreficerie e immagini della Vergine Maria e di san Girolamo, tutte scomparse.